# Ibtissam Bouharat
Ibtissam Bouharat (tiếng Ả Rập: إبتسام بوحرات), sinh ngày 2 tháng 1 năm 1990 tại Berool, là một cầu thủ bóng đá người Bỉ - Ma-rốc.

## Sự nghiệp
Bouharat bắt đầu sự nghiệp với Dilbeek Sport. Năm 2005, cô đến Brussels để tham gia RSC Anderlecht và bắt đầu sự nghiệp chuyên nghiệp của mình, từ đó. Cô lại chuyển vào mùa hè năm 2006 đến KV Mechelen. Trong ba năm tại Mechelen, Bouharat đã không vượt lên trên băng ghế dự bị như một cầu thủ dự bị. Điều đó khiến cô phải đi một hướng khác để tham gia một câu lạc bộ mới, DVK Haacht. Vào mùa hè năm 2010, cô ngừng chơi ở Tweede Klasse và đi một năm để chơi cho Eva's Tienen. Vào ngày 25 tháng 5 năm 2011, cô đóng chung với Romelu Lukaku, Vadis Odjidja, Faris Haroun và François Kompany trong trận đấu từ thiện chống phân biệt chủng tộc. Cô chơi cho đến ngày 30 tháng 6 năm 2011 tại Tienen và sau đó gia nhập đội bóng đá nữ Lierse SK. Kể từ ngày 20 tháng 5 năm 2012, cô theo hợp đồng với Standard Liege. Sau khi Bouharat ghi bàn sau 13 trận và 2 bàn thắng cho Standard Femaleina, cô rời Liege và chuyển đến RSC Anderlecht ở Brussels.